# Bertel Jung
Pauli Ernesti Blomstedt (né le 11 juillet 1872 à Jakobstad – décédé le 12 mai 1946 à Helsinki) est un architecte finlandais connu pour ses travaux d'urbanisme.

## Biographie
En 1895, Bertel Jung obtient son diplôme d'architecte de l'institut polytechnique d'Helsinki puis il part étudier quelque temps à Berlin. Après son retour à Helsinki, il travaille avec Karl Hård af Segerstad jusqu'en 1898. Son ouvrage le plus connu de cette époque est la maison Kihlman de la rue Korkeavuorenkatu à Helsinki. Puis Bertel Jung fonde un cabinet d'architecte avec Oscar Bomanson et Waldemar Andersin et il y travaille jusqu'en 1913. En 1903, Waldemar Andersin quitte le cabinet pour partir aux États-Unis.
En 1915, Eliel Saarinen conçoit le projet Munkkiniemi–Haaga, Bertel Jung y ajoute une ébauche d'un plan général d'urbanisme de toute la région d'Helsinki. Dans son ébauche urbanistique, il prévoit de conserver, entre plusieurs quartiers, le parc central d'Helsinki, auquel appartiennent plusieurs zones vertes autour de Töölönlahti comme les parcs d'Hesperia et de Eläintarha qui seraient très étendues vers le nord. Trois ans plus tard, il conçoit avec Eliel Saarinen et Einar Sjöström le projet de Grand Helsinki intitulé Pro Helsingfors. En 1919, Bertel Jung s'installe à Turku, ou il sera nommé architecte-urbaniste de la ville. En 1921, Bertel Jung conçoit le plan d'urbanisme du Grand-Turku et en 1925, il revient à Helsinki.
À Helsinki, Bertel Jung fonde le cabinet d'architecte Jung & Jung avec son frère Valter Jung. Bertel est responsable des projets d'urbanisme et Valter des constructions de bâtiments. L'hôtel Torni fait partie des ouvrages du cabinet à Helsinki.
Bertel Jung est enterré au cimetière de Kulosaari.

## Ouvrages

### Cabinet Bertel Jung et Karl Hård af Segerstadt (1895–1898)
- 1898, Helios, Rauhankatu 13, Helsinki[3]
- 1898, Immeuble Kihlman, Korkeavuorenkatu 19, Helsinki[3]

### Cabinet Andersin, Bomanson & Jung (1898–1913)
- 1898, Huhtimäenkatu 3, Tampere[3]
- 1900, Pavillon de l'esker, Heinola
- 1906, Johanneksentie 4, Helsinki[3]
- 1904, Koitto, Vyökatu 8, Helsinki[3]
- 1913, Satamakatu 4, Helsinki (avec Dag Englund)[3]
- 1907, Punavuorenkatu 1, Helsinki[3]
- 1908, Johanneksentie 6, Helsinki[3]
- 1907, Iso Roobertinkatu 1, Helsinki[3]
- 1907, Villa Gahmberga (fi), Kavallintie 14, Kauniainen[3]

### Cabinet Jung & Jung (1925–)
- 1928, Palais Rettig, Itäinen Rantakatu 4-6, Turku
- 1929, Hôpital privé, Saaristonkatu 23, Oulu
- 1931, Hôtel Torni, Yrjönkatu 26, Helsinki
- 1931, Église de Kulosaari
- 1934, Siège de G. A. Serlachius Oy:n, R. Erik Serlachiuksen katu 2, Mänttä
- 1937, Immeuble Ahlström, Eteläesplanadi 14, Helsinki
- 1939, Ancien siège de Nokia, Mikonkatu 15, Helsinki
- 1940, Immeuble de Suomen Kumitehdas, Helsinki

## Plans d'aménagement urbain
- 1914, Plan d'aménagement de Tuira, Oulu – [4],
- 1915, Plan d'aménagement de Munkkiniemi–Haaga avec Eliel Saarinen,
- 1918, Plan d'aménagement Pro Helsingfors avec Eliel Saarinen et Einar Sjöström, Helsinki,
- 1921, Plan d'aménagement de Iso-Heikkilä et du port, Turku,

## Galerie

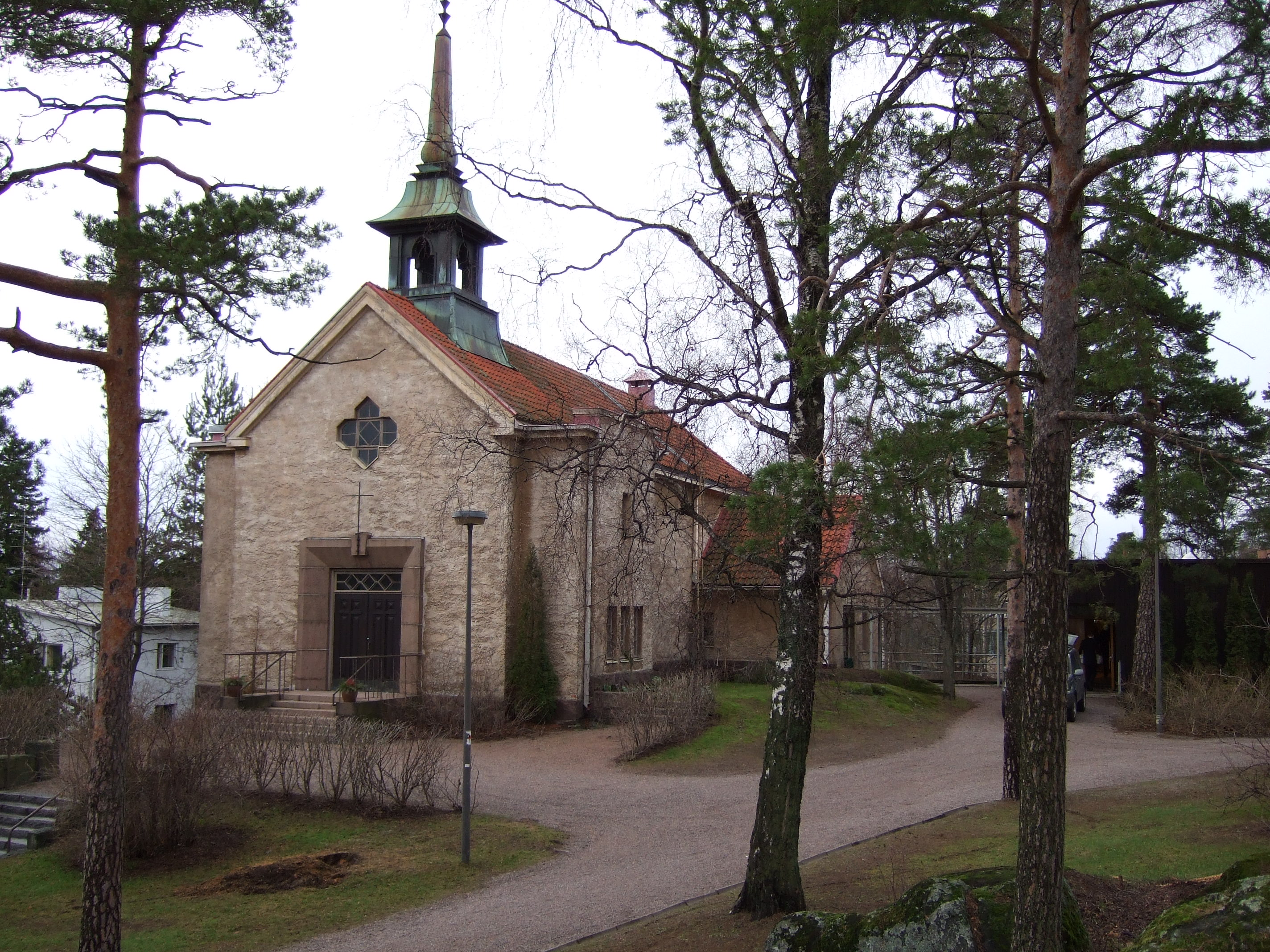
Église de Kulosaari
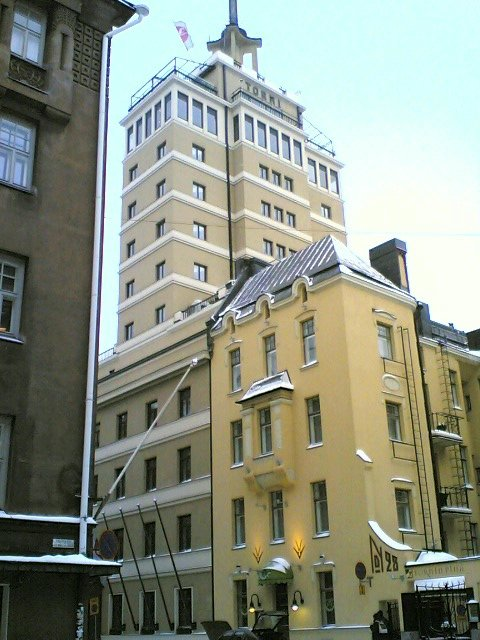
Hôtel Torni
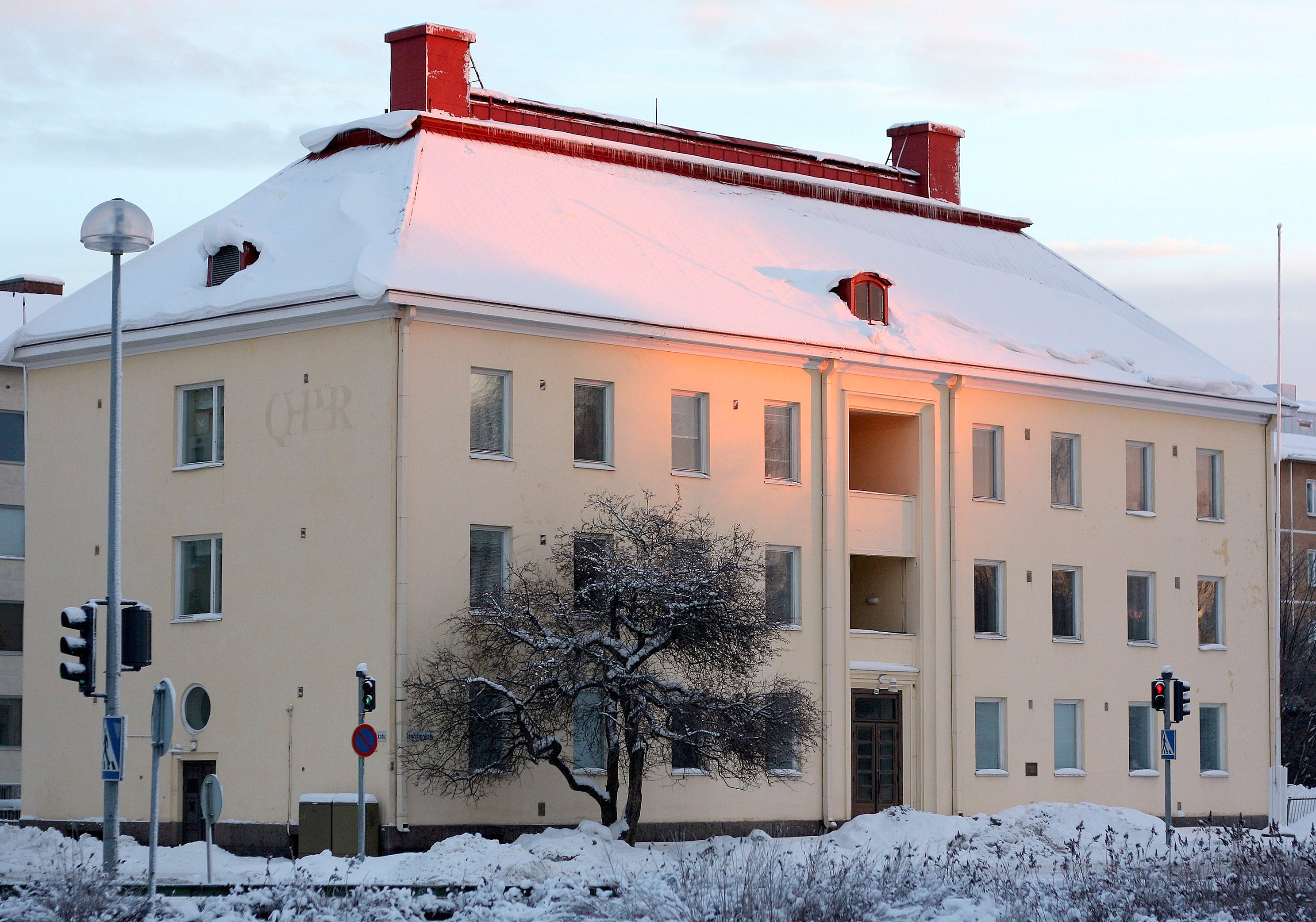
Hôpital privé, Makelininkatu 43, Oulu
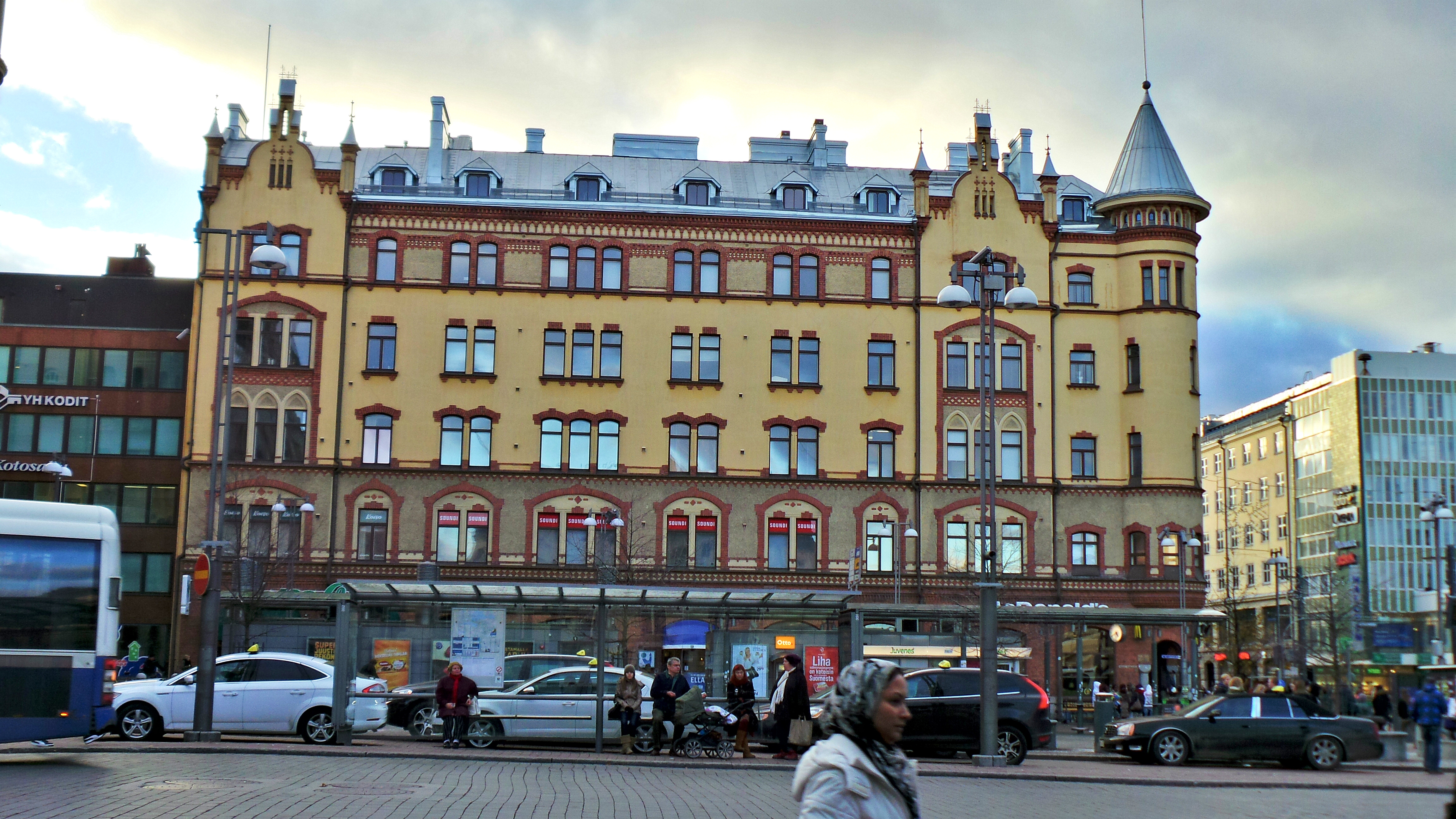
Maison du Commerce, Tampere